# Jill St. John

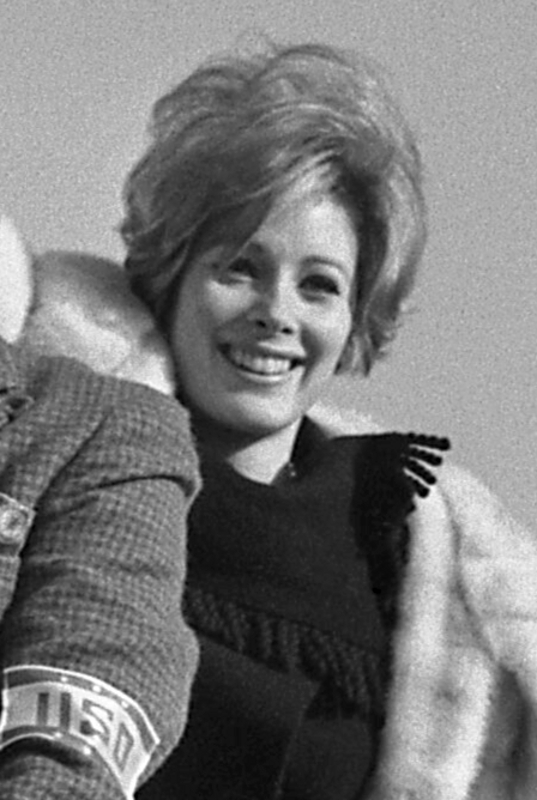
Jill St. John (1964)

Jill St. John (* 19. August 1940 in Los Angeles, Kalifornien, als Jill Arlyn Oppenheim) ist eine US-amerikanische Schauspielerin.

## Leben und Karriere
St. John begann bereits mit fünf Jahren mit Auftritten auf der Bühne und im Radio. Bereits 1949 hatte sie ihre erste Rolle in einer Fernsehproduktion. 1953 gab sie in dem Abenteuerfilm Donner in Fern-Ost in einer Statistenrolle ihr Leinwanddebüt. 1958, im Alter von 18 Jahren, unterzeichnete sie einen Vertrag bei Universal Pictures und hatte eine Nebenrolle in Summer Love an der Seite von John Saxon. Es folgten verschiedene Filmrollen, unter anderem die weibliche Hauptrolle in Versunkene Welt neben Michael Rennie und Claude Rains.
Für ihre Rolle im Oscar-nominierten Film Wenn mein Schlafzimmer sprechen könnte wurde sie 1964 für den Golden Globe nominiert, ebenso wie ihre Mitdarsteller Lee J. Cobb und Frank Sinatra. Bis zum Ende der 1960er Jahre spielte sie diverse Filmrollen, darunter die weibliche Hauptrolle in L – Der Lautlose mit Rod Taylor und Der Schnüffler mit Frank Sinatra. 1971 war sie das Bondgirl Tiffany Case in Sean Connerys letztem offiziellen James-Bond-Film Diamantenfieber, im Jahr darauf spielte sie die weibliche Hauptrolle in Blutroter Morgen neben Oliver Reed. Dies war gleichzeitig ihre letzte große Filmrolle.
In der Folge trat sie fast ausschließlich in Gastrollen verschiedener Fernsehserien auf, darunter Hart aber herzlich, Magnum und Love Boat. Mit Robert Wagner, mit dem sie seit 1990 verheiratet ist, tourte sie Ende der 1990er Jahre mit dem Zwei-Personen-Theaterstück Love Letters. Einen ihrer letzten Filmauftritte hatte sie 2002 in einer namenlosen Nebenrolle in The Calling, in dem ihr Mann die Hauptrolle spielte. Gemeinsam spielten sie 2014 in dem Fernsehfilm Zauber einer Weihnachtsnacht Santa Claus und Mrs. Claus. Daneben hat St. John mehrere Kochbücher und Kolumnen in der Zeitschrift USA Weekend veröffentlicht.

## Privatleben
Jill St. John ist zum vierten Mal verheiratet. Von 1957 bis 1958 war sie mit dem Erben Neil Master Dubin (* 1934) verheiratet, von 1960 bis 1963 mit dem Formel-1-Rennfahrer Lance Reventlow, von 1967 bis 1969 mit dem Sänger Jack Jones und seit 1990 mit Robert Wagner, mit dem sie seit 2007 in Aspen, Colorado, lebt.

## Sonstiges
Die Schauspielerin war mit Henry Kissinger bekannt. 1973 arrangierte er es, dass das ehemalige Bond-Girl dem damaligen sowjetischen Staats- und Parteichef Leonid Breschnew vorgestellt wurde, als dieser bei einem Staatsbesuch in Kalifornien weilte.
In der 6. Folge der zehnten Staffel der Fernsehserie Die Simpsons tritt Jill St. John kurz mit Bob Hope in einem Lehrvideo über Hippies auf.

## Filmografie

### Filme
- 1949: The Christmas Carol (Kurzfilm)
- 1953: Donner in Fern-Ost (Thunder in the East)
- 1958: Summer Love
- 1959: Der ehrbare Bigamist (The Remarkable Mr. Pennypacker)
- 1959: Ferien für Verliebte (Holiday for Lovers)
- 1960: Versunkene Welt (The Lost World)
- 1961: Der römische Frühling der Mrs. Stone (The Roman Spring of Mrs. Stone)
- 1962: Zärtlich ist die Nacht (Tender Is the Night)
- 1963: Der Ladenhüter (Who’s Minding the Store?)
- 1963: Wenn mein Schlafzimmer sprechen könnte (Come Blow Your Horn)
- 1963: Wer hat in meinem Bett geschlafen? (Who’s Been Sleeping in My Bed?)
- 1964: Hotel für Liebespaare (Honeymoon Hotel)
- 1965: L – Der Lautlose (The Liquidator)
- 1966: … denn keiner ist ohne Schuld (The Oscar)
- 1966: Fame Is the Name of the Game (Fernsehfilm)
- 1967: Der geheimnisvolle Dritte (How I Spent My Summer Vacation, Fernsehfilm)
- 1967: 25 000 Dollar für einen Mann (Banning)
- 1967: Der Schnüffler (Tony Rome)
- 1967: Acht gehen türmen (Eight on the Lam)
- 1967: Pirat des Königs (The King’s Pirate)
- 1969: Geheimagent John Smith: Zur Spionage erpreßt (The Spy Killer, Fernsehfilm)
- 1970: Geheimagent John Smith: Spion zum Austausch (Foreign Exchange, Fernsehfilm)
- 1971: Decisions! Decisions! (Fernsehfilm)
- 1971: James Bond 007 – Diamantenfieber (Diamonds Are Forever)
- 1972: Blutroter Morgen (Sitting Target)
- 1973: Saga of Sonora (Fernsehfilm)
- 1973: Old Faithful (Fernsehfilm)
- 1976: Brenda Starr (Fernsehfilm)
- 1977: Der Killer muß warten (Telethon, Fernsehfilm)
- 1982: Rooster (Fernsehfilm)
- 1982: Mädchen hinter Gittern (The Concrete Jungle)
- 1984: Ausgetrickst (The Act)
- 1992: The Player
- 1995: Aliens, Akkordeons und jede Menge Ärger (Out There, Fernsehfilm)
- 1998: Something to Believe In
- 2002: Der Trip – Eine Liebe auf Umwegen (The Trip)
- 2002: The Calling
- 2014: Zauber einer Weihnachtsnacht (Northpole, Fernsehfilm)

### Fernsehserien
- 1949: Sandy Dreams
- 1951–1952: The George Burns and Gracie Allen Show (drei Folgen)
- 1952: Sky King (eine Folge)
- 1953: Fireside Theatre (eine Folge)
- 1954: Cavalcade of America (eine Folge)
- 1957: The Christophers (eine Folge)
- 1957: Schlitz Playhouse of Stars (eine Folge)
- 1957: The DuPont Show of the Month (eine Folge)
- 1963–1965: Bob Hope Presents the Chrysler Theatre (drei Folgen)
- 1964: Die Seaview – In geheimer Mission (Voyage to the Bottom of the Sea, eine Folge)
- 1964: Amos Burke (Burke’s Law, eine Folge)
- 1965: Gauner gegen Gauner (The Rogues, eine Folge)
- 1966: Batman (zwei Folgen)
- 1966: Big Valley (eine Folge)
- 1969: The Name of the Game (eine Folge)
- 1971: The Red Skelton Show (eine Folge)
- 1979: Hart aber herzlich (Hart to Hart, eine Folge)
- 1979–1982: Love Boat (The Love Boat, vier Folgen)
- 1980: Vegas (Vega$, eine Folge)
- 1981–1982: Fantasy Island (zwei Folgen)
- 1982: Magnum (Magnum, p.i., eine Folge)
- 1982: Matt Houston (eine Folge)
- 1983–1984: Emerald Point N.A.S. (19 Folgen)
- 1986: Dempsey and Makepeace (zwei Folgen)
- 1988: J.J. Starbuck (eine Folge)
- 1989–1990: In 80 Tagen um die Welt (Around the World in 80 Days, Dreiteiler, drei Folgen)
- 1997: Seinfeld (eine Folge)

## Auszeichnungen
- 1964: Golden-Globe-Nominierung in der Kategorie Beste Hauptdarstellerin – Komödie oder Musical für Wenn mein Schlafzimmer sprechen könnte